# Genética ecológica

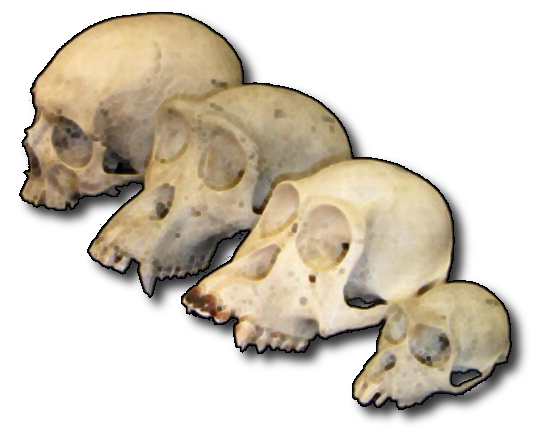
Variaciones observadas en series de cráneos de primates.

La genética ecológica es el estudio de la genética en poblaciones naturales. Esto contrasta con la genética clásica que trabaja principalmente en los cruces entre cepas de laboratorio y análisis de secuencia de ADN que estudia genes a nivel molecular. 
La investigación en este campo se enfoca en rasgos de importancia para la ecología, es decir, rasgos relacionados con la aptitud, la cual afecta la supervivencia y la reproducción de un organismo. Ejemplos de lo anterior serían: Tiempo de floración, tolerancia a la sequía, polimorfismo, mimetismo, así como la evasión de ataques depredadores. 
La investigación implica generalmente una combinación de estudios ‌‌de campo y de laboratorio. Las muestras de las poblaciones naturales pueden ser llevadas después al laboratorio para analizar su variación genética. Los cambios en las poblaciones en diferentes momentos y lugares se anotarán, y el patrón de mortalidad en estas poblaciones serán estudiados. La investigación se hace a menudo en los insectos y otros organismos que tienen períodos de generación cortos.

## Historia
A pesar que se habían realizado trabajos en poblaciones naturales previamente, se sabe que este campo fue fundado por el biólogo inglés E. B. Ford (1901-1988) en el siglo XX. Ford estudió genética en la Universidad de Oxford con el profesor Julian Huxley, e inició la investigación de la genética de poblaciones naturales en 1924; Ford también tuvo una larga relación de trabajo con R.A. Fisher. En el momento en que Ford había desarrollado su definición formal de polimorfismo genético, Fisher se había acostumbrado a los altos valores de selección natural en la naturaleza. Este fue uno de los principales resultados de la investigación de las poblaciones naturales. La magnum opus de Ford fue Ecological genetics, que llegó a tener cuatro ediciones y fue altamente influyente.
Otro genetista ecológico notable fue Theodosius Dobzhansky, quien trabajó en el polimorfismo cromosómico de la mosca de la fruta. Como joven investigador ruso, Dobzhansky fue influenciado por Sergei Chetverikov, quien también debería ser recordado como uno de los pioneros en este campo de la genética, a pesar de que su significancia no sería apreciada hasta tiempo después. Dobzhansky y sus colegas llevaron a cabo estudios de las poblaciones naturales de las especies de Drosophila en el oeste de EE. UU. y México durante muchos años.
Philip Sheppard, Cyril Clarke, Bernard Kettlewell y A. J. Cain fueron fuertemente influenciados por Ford, sus carreras datan de la era posterior a la Segunda Guerra Mundial. Consecutivamente su trabajo con los lepidópteros y de grupos sanguíneos en humanos estableció el campo, además de que aclararon el proceso de selección en las poblaciones naturales, donde su rol se había puesto en duda.
Este tipo de trabajo necesita una financiación a largo plazo, así como bases en ecología y genética. Ambos son requerimientos difíciles. Un proyecto de investigación puede durar aún más que la carrera profesional del investigador; por ejemplo, la investigación del mimetismo comenzó hace ciento cincuenta años, y todavía continúa con fuerza. La financiación de este tipo de investigación es aun errática, pero al menos el valor del trabajo con poblaciones naturales ya no puede ser puesto en duda.